# Шервашидзе, Дардын
Дардын Шервашидзе (груз. დარდინ შარვაშიძე; ? — 1243) — полководец из рода Шервашидзе, состоявший на службе у румского султана Кейхосрову II, женатого на Тамаре, дочери царицы Русудан. Он как полководец руководил войсками султана в битве при Кёсе-даге, где погиб в самом начале сражения.